# Ellipteroides confluentus
Ellipteroides confluentus är en tvåvingeart som först beskrevs av Alexander 1924.  Ellipteroides confluentus ingår i släktet Ellipteroides och familjen småharkrankar.
Artens utbredningsområde är Taiwan. Inga underarter finns listade i Catalogue of Life.